# Lotus (Elisa-album)
Lotus is het derde album van de Italiaanse singer-songwriter Elisa, uitgebracht in 2003.

## Achtergrond
Het album werd door Elisa zelf geproduceerd, onder toezicht van Pasquale Minieri. Het bevat akoestische versies van Labyrinth, The Marriage en Sleeping In Your Hand (uit Pipes & Flowers), Gift en Luce (Tramonti a nord est) (uit Asile's World) en Rock Your Soul (uit Then Comes The Sun), zeven nieuwe nummers en twee covers (Hallelujah van de Canadese singer-songwriter Leonard Cohen en Almeno tu nell'universo van de Italiaanse zangeres Mia Martini). In een speciale editie wordt het album samen verkocht met een DVD, met een documentaire van de productie van het album.

## Nummers
| Nr. | Titel                                           | Schrijver(s)                                       | Duur |
| --- | ----------------------------------------------- | -------------------------------------------------- | ---- |
| 1.  | Hallelujah (Leonard Cohen cover)                | Leonard Cohen                                      | 7:26 |
| 2.  | Rock Your Soul (akoestische versie)             | Elisa Toffoli                                      | 4:52 |
| 3.  | Broken                                          | Toffoli                                            | 4:20 |
| 4.  | Sleeping In Your Hand (akoestische versie)      | Toffoli • Catherine Marie Warner • Corrado Rustici | 5:46 |
| 5.  | Labyrinth (akoestische versie)                  | Toffoli • Warner                                   | 4:56 |
| 6.  | Beautiful Night                                 | Toffoli                                            | 5:37 |
| 7.  | Almeno tu nell'universo (Mia Martini cover)     | Bruno Lauzi • Maurizio Fabrizio                    | 4:53 |
| 8.  | Electricity                                     | Toffoli                                            | 4:10 |
| 9.  | The Marriage (akoestische versie)               | Toffoli                                            | 4:34 |
| 10. | Yashal                                          | Toffoli                                            | 5:28 |
| 11. | Stranger                                        | Toffoli                                            | 4:39 |
| 12. | Luce (Tramonti a nord est) (akoestische versie) | Toffoli • Adelmo Fornaciari                        | 4:27 |
| 13. | Gift (akoestische versie)                       | Toffoli                                            | 3:58 |
| 14. | Interlude                                       | Toffoli                                            | 3:43 |
| 15. | A Prayer                                        | Toffoli                                            | 4:35 |

## Muzikanten
- Zang: Elisa Toffoli
- Gitaar (akoestisch, klassiek, Portugees en 12-snarig): Andrea Rigonat, Elisa Toffoli
- Basgitaar (akoestisch, elektrisch en fretloos): Max Gelsi
- Piano: Christian Rigano, Rita Marcotulli, Fabio Coppini, Elisa Toffoli
- Hammondorgel: Christian Rigano
- Orgel: Elisa Toffoli
- Fender Rhodes: Christian Rigano
- Drumstel: Andrea Fontana
- Slagwerk: Andrea Fontana
- Steel drum: Andrea Rigonat

## Hitlijsten[1]
Het album stond voor 19 weken op #2 in de Italiaanse charts. Het werd viervoudig platina benoemd in Italië, met 400 000 verkochte exemplaren.
Singles
- Broken (2003) - #3 (Italië)
- Electricity (2004)

## Videoclips
- Broken (2003) - Regisseur: Luca Guadagnino
- Electricity (2004) - Regisseur: Leone Balduzzi